# Al di là della legge
Al di là della legge è un film del 1968 diretto da Giorgio Stegani.

## Trama
Tre ladri derubano la diligenza che trasporta le paghe dei minatori, senza che nessuno si accorga di niente. Uno dei tre banditi, Cudlip, diventa anche amico di Ben Novak, il nuovo ingegnere di Silvertown, incaricato del trasporto del denaro.
Così quando Ben si accorge che Cudlip se la cava bene con le armi, decide di incaricarlo del trasporto delle nuove paghe. Cudlip accetta, ma soltanto per rubarle nuovamente, e senza spargere sangue. Ma la diligenza viene attaccata da un altro gruppo di banditi, e solo grazie a Cudlip e ai suoi due compari le paghe arrivano in città. Cudlip viene proclamato sceriffo e viene incaricato del trasporto dell'argento estratto in miniera. Ma anche gli altri banditi, che si sono visti sconfiggere una prima volta, hanno messo gli occhi su quel carico.
Così, approfittando della confusione di una festa, giungono in città, sequestrano le donne e le bambine che erano in chiesa e chiedono l'argento per il riscatto. Cudlip li asseconda, ma organizza una barricata sulla via per il confine.
Sarà proprio la via che faranno i banditi, andando incontro alla morte. A questo punto Cudlip ha la possibilità di scappare con l'argento, ma preferisce l'amicizia con Ben e decide di rimanere dalla parte della legge dopo essere stato costretto a uccidere i suoi due inseparabili amici che non volevano rassegnarsi a riconsegnare l'argento.

## Distribuzione
Il film è stato distribuito al di fuori dell'Italia con i titoli:
- Beyond the Law
- Bloodsilver
- The Good Die First
- Bortom lagen (Svezia)
- O dia da Lei (Brasile)
- Do diabla z prawem! (Polonia)
- Die Letzte Rechnung zahlst Du selbst (Germania Ovest)
- Más allá de la ley (Spagna)
- Nikkelimyrkytys (Finlandia)
- Pas de pitié pour les salopards (Francia)

## Galleria d'immagini

I banditi fuori dalla chiesa.
Bud Spencer senza la sua caratteristica barba.
Antonio Sabàto e Lee Van Cleef.